# Trung tâm Báo cáo UFO Quốc gia
Trung tâm Báo cáo UFO Quốc gia (NUFORC) là một tổ chức ở Mỹ chuyên điều tra các trường hợp nhìn thấy UFO và/hoặc có mối liên hệ với người ngoài hành tinh.

## Lịch sử
NUFORC do Robert J. Gribble thành lập vào năm 1974. Trung tâm đã liệt kê tới gần 90.000 trường hợp nhìn thấy UFO được báo cáo trong lịch sử hoạt động của tổ chức này, hầu hết đều ở nước Mỹ. Ngoài việc lưu trữ hồ sơ, trung tâm đã cung cấp số liệu thống kê và biểu đồ để hỗ trợ những người khác tìm kiếm thông tin liên quan tới UFO. Tạp chí Slate đã cho công bố một biểu đồ tương tác do giám đốc hiện tại Peter Davenport cung cấp minh chứng mật độ những vụ chứng kiến UFO so với một khu vực. Peter Davenport được nhiều người biết tiếng trên cương vị là một doanh nhân sở hữu tấm bằng của Đại học Stanford và Đại học Washington ở Seattle, ngay sau khi nghe tin về cuộc chạm trán Kelly–Hopkinsville liền xin gia nhập rồi ít lâu sau lên làm giám đốc tổ chức này từ năm 1994.
Davenport dù chưa tuyên bố rằng bất kỳ hiện tượng nào giống hệt nhau, nhưng có lập sẵn danh mục đĩa bay, ánh đèn màu và đĩa bay hình tam giác trong suốt nhiều năm qua. Davenport mô tả mình là một người tin tưởng hiện tượng UFO, nhưng có phần đa nghi và từng được James Oberg khen ngợi là đã cung cấp cả một dịch vụ có giá trị trong lĩnh vực này. Công việc được nhiều người mô tả là "mang tính thư ký" hơn là "hứng thú" trong quá trình triển khai suốt nhiều năm liền. Kể từ khi thành lập vào năm 1974, Trung tâm đã cung cấp số điện thoại đường dây nóng 24/24 để mọi người báo cáo về hoạt động UFO hiện đang diễn ra trong khu vực của họ. Trung tâm còn có hẳn một biểu mẫu trực tuyến để giúp nhân chứng gửi báo cáo bằng văn bản dễ dàng hơn. Ngoại trừ các khoản đóng góp tự nguyện từ các thành viên trong nhóm, tổ chức gần như được chính Davenport tài trợ hoàn toàn bằng tiền túi của mình, ước tính trị giá 500 đến 5.000 đô la một tháng.
Sở Cảnh sát Stamford đã tận dụng NUFORC trong những năm trước đây, dù cho các sự kiện này luôn có một lời giải thích hoàn toàn hợp lý. Các viên sĩ quan cảnh sát từ Lebanon, Missouri, cũng như giới quan chức thực thi pháp luật khác nhau ở Arizona, thường xuyên đề cập đến những vụ chứng kiến UFO cho tổ chức này, mà không có lời giải thích nào sắp xảy ra đối với một số trường hợp. Arizona đặc biệt dựa vào tổ chức này để đối phó với sự kiện Ánh sáng Phoenix, đây là một trong số ít những trường hợp mà Davenport ghi nhận được cho là có thật.
Trung tâm Báo cáo UFO Quốc gia tuy đặt trụ sở tại Seattle, Washington, nhưng đến năm 2006 đã phải chuyển sang một boong ke tại một địa điểm phóng tên lửa hạt nhân cũ cách Spokane, Washington khoảng 50 dặm về phía tây.

## Báo cáo công khai
Mạng lưới UFO Song phương (MUFON) chuyên thu thập dữ liệu UFO nổi tiếng nhất ở Mỹ, từng cộng tác với Trung tâm Báo cáo UFO Quốc gia, nhằm cho công bố công khai các xu hướng báo cáo về những trường hợp chứng kiến UFO chung. Trung tâm Báo cáo UFO Quốc gia từng được đưa ra thảo luận trên chương trình radio Coast To Coast AM  và trên chương trình radio riêng của Jeff Rense.